# NN-97
La carretera NN‑97 es una vía colectora secundaria localizada en el departamento de Chontales. La ruta sirve como enlace entre la comunidad El Naranjo y el casco urbano de Villa Sandino, mejorando el acceso rural al corredor de la NIC-71.

## Trazado y cruces
| km   | Localidad / Punto      | Departamento | Conexión / Ruta |
| ---- | ---------------------- | ------------ | --------------- |
| 0,0  | El Naranjo             | Chontales    | Camino rural    |
| 7,2  | Comunidad Santa Teresa | Chontales    |                 |
| 14,7 | Villa Sandino          | Chontales    | NIC 71 , NN 96  |

## Coordenadas
Uno de los tramos de la NN‑97 puede ser encontrado en las coordenadas: 12°07′24″N 84°46′08″O / 12.1233, -84.7690